# Synagogue de Belfort
La synagogue de Belfort est un lieu de culte juif de style néo-byzantin construit sous le Second Empire au centre de la ville de Belfort.
L'édifice fait l’objet d’une inscription au titre des monuments historiques depuis le 18 octobre 1983.

## Histoire
On signale une présence juive au XIIIe siècle, à Belfort, dans la rue du Rosemont où habitait un changeur de monnaie, proche des Halles de la ville. Cette présence disparaît lors d'un pogrom vers 1334 perpétré par une bande de brigands qui ravageait la région. On peut supposer que cette présence avait un lien avec les différents comptoirs bancaires installés par Elyet de Vesoul à la même époque.
Une communauté juive était installée vers 1715 dans la localité voisine de Foussemagne où les juifs y constituent vers le XIXe siècle jusqu'à 70 % de la population totale du village et dont on dit "qu'il s'agit de la seule ville de France où il existe une synagogue et pas d'église". Cependant qu'à Belfort, les juifs n'y sont pas autorisés avant 1791 à la suite de l'émancipation des Juifs de France.
Les Juifs qui s'installèrent dans la Vieille Ville de Belfort au XVIIIe siècle étaient pour une part originaires du Sundgau (triangle Bâle, Mulhouse, Belfort), ils parlaient un dialecte du yiddish, ils étaient colporteurs, artisans, maquignons, tanneurs.
1791 : les Juifs sont autorisés à s'installer à Belfort qui était jusqu'alors interdite aux non-catholiques depuis que la ville avait rejoint le Royaume de France, lors du Traité de Westphalie en 1648. Toutefois, une présence juive de changeurs liés aux activités bancaires est mentionnée au XIIIe siècle, puis décimée au XIVe siècle par un pogrom.
Au XIXe siècle les communautés juives d'Alsace comme de Franche-Comté sont principalement rurales par exemple à Hagenthal-le-Haut, Seppois-le-bas, Durmenach (ville d'où les juifs fuirent après le pogrom appelé Juden rumpel en 1848). La communauté qui s'implante à Belfort aura une caractéristique plus industrielle après 1871.
Une première synagogue se trouvait depuis 1830 à quelques centaines de mètres de la synagogue actuelle. Elle sera démolie "pour cause d’utilité publique" car enclavée dans un terrain militaire . En 1793, on signale un mariage célébré par le rabbin de Foussemagne. Le lieu de prières alors était situé faubourg de France, chez un particulier.
1857: inauguration de la synagogue de Belfort. Elle a été construite grâce à l'acquisition d'un terrain le 8 août 1852 par 50 chefs de familles.
1871: les « Optants » pour la France, quittent l'Alsace allemande. Ils étaient attachés à la tradition juive alsacienne, en témoignent la liturgie, les mappot (tissus entourant les rouleaux de la Thora), les coutumes, les habitudes culinaires. Certains industriels avaient transféré leurs affaires depuis l'Alsace, comme les usines textiles dirigées par Jacques Dreyfus - frère aîné du Capitaine Dreyfus et dont les membres de la famille reposent au cimetière de la ville.
Années 1920: flux migratoire polonais qui créa son propre lieu de prière, rue sur L'Eau dans la Vieille Ville.
Pendant la Seconde Guerre mondiale,  environ 250 juifs de Belfort sont déportés.
Après guerre, on constate l'arrivée de rescapés de la Shoah : polonais, allemands, galiciens.
Années 1960, la communauté accueillit des Juifs d'Afrique du Nord, d'Iran 1978, et du Kazakhstan 1996. 
Trois maires de la ville sont issus de la communauté juive de Belfort: Léon Schwob, Edouard Lévy-Grunwald, Pierre Dreyfus-Schmidt, Pierre Bonnef et le Sénateur Michel Dreyfus-Schmidt ce qui témoigne de la participation de la communauté à l'essor économique de la ville et à la vie politique par un engagement citoyen.

## Architecture et décorations
La synagogue a conservé son cachet romano-byzantin d'origine avec ses deux coupoles orientalistes, son plafond aux arcs gothiques, avec son Arche Sainte sculptée dans le stuc d'arabesques et de motifs floraux, avec des chapiteaux de colonnes orientaux aux motifs médiévaux alémaniques. Des luminaires d'origine en bronze surmontés de l'emblème de l'architecte du roi Salomon, Hiram, et de griffons d'or ainsi que des vitraux de l'atelier des maîtres verriers Beyer de Besançon.
La synagogue possède une horloge Ungerer (industrie alsacienne réputée dans la construction d'horloges d'édifice), datant vraisemblablement des années 1860. Elle fut abandonnée lors de l'électrification des horloges, dans les années 1930. Récemment restaurée, l'horloge est désormais intégrée au patrimoine juif de la ville.

## Aujourd'hui
La synagogue de Belfort est active et accueille également un large public à l'occasion de manifestations culturelles ponctuelles.
En raison d'une forte alyah, de nombreux départs des jeunes dans les universités, du vieillissement de la communauté, les communautés juives de Synagogue de Montbéliard (doubs), Héricourt (Haute-Saône), Giromagny, se sont éteintes et les offices religieux sont regroupés à Belfort.
Le cimetière juif date de 1811 et se visite, on y trouve des tombes remarquables pour leur iconographie, et les personnalités de la vie civile, militaire et politique de la ville dont les 3 maires de Belfort : - Léon Schwob - Edouard Lévy-Grünewald - Pierre Dreyfus-Schmidt -

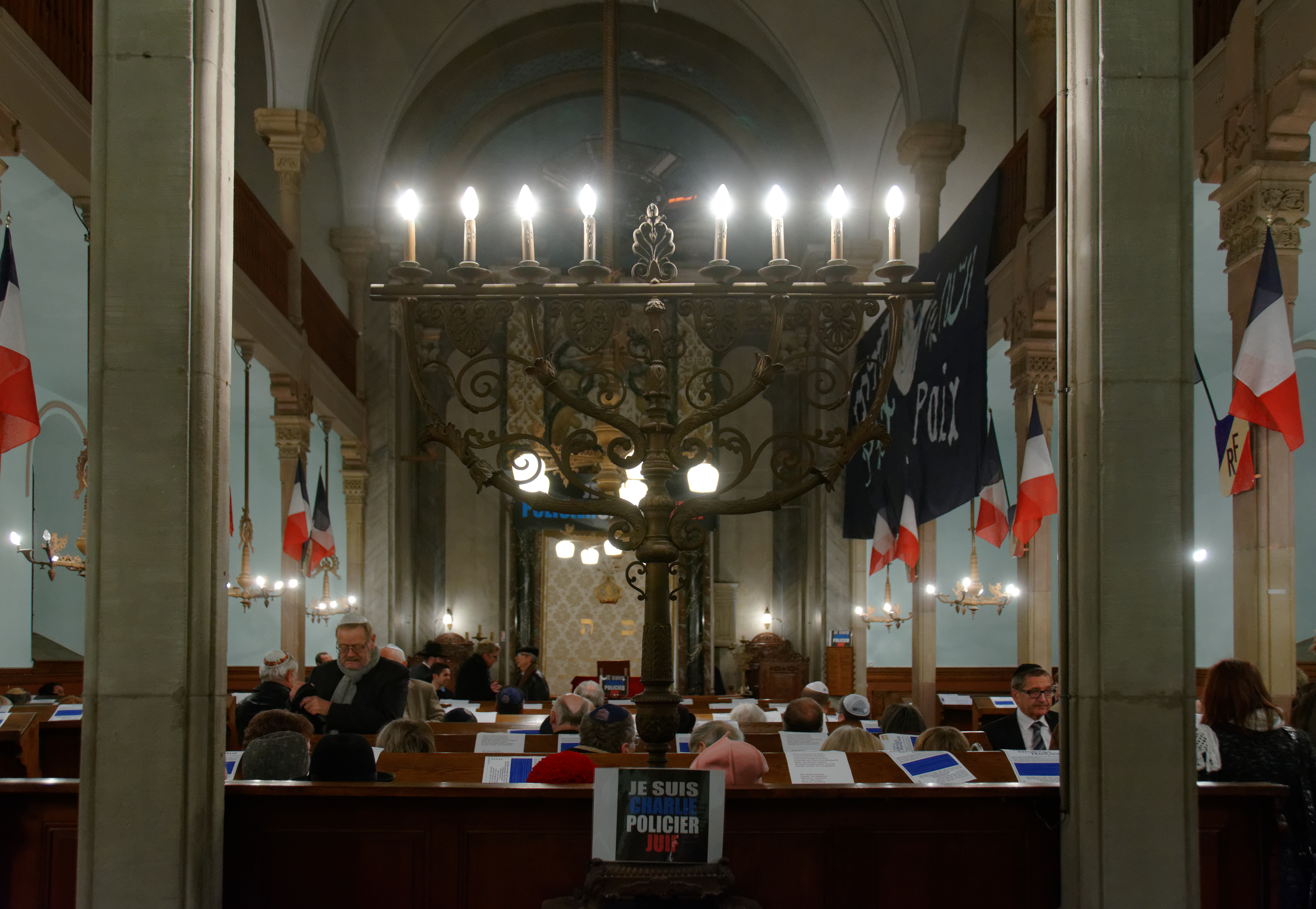
Cérémonie à la suite des attentats de janvier 2015.
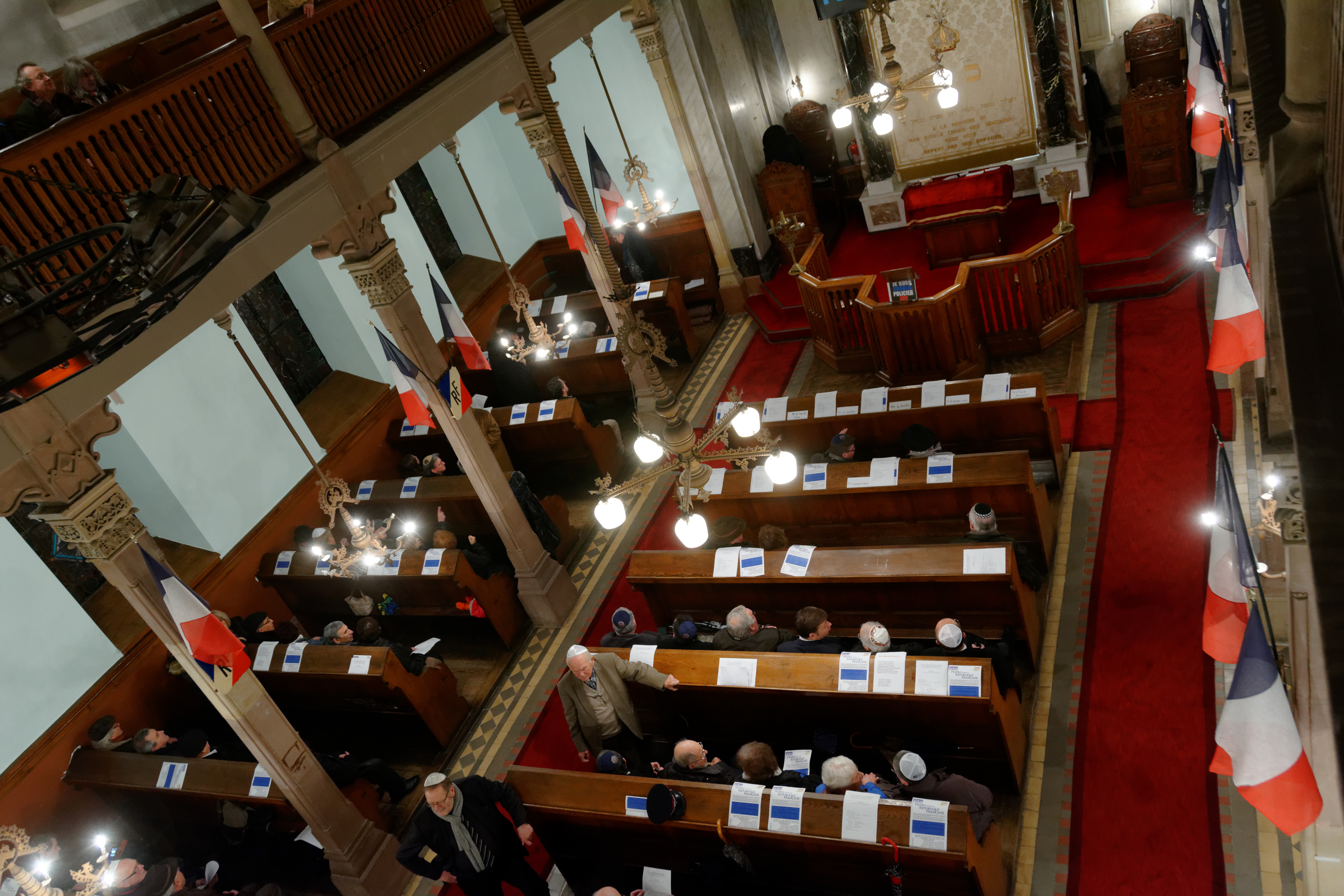
Cérémonie à la suite des attentats de janvier 2015.
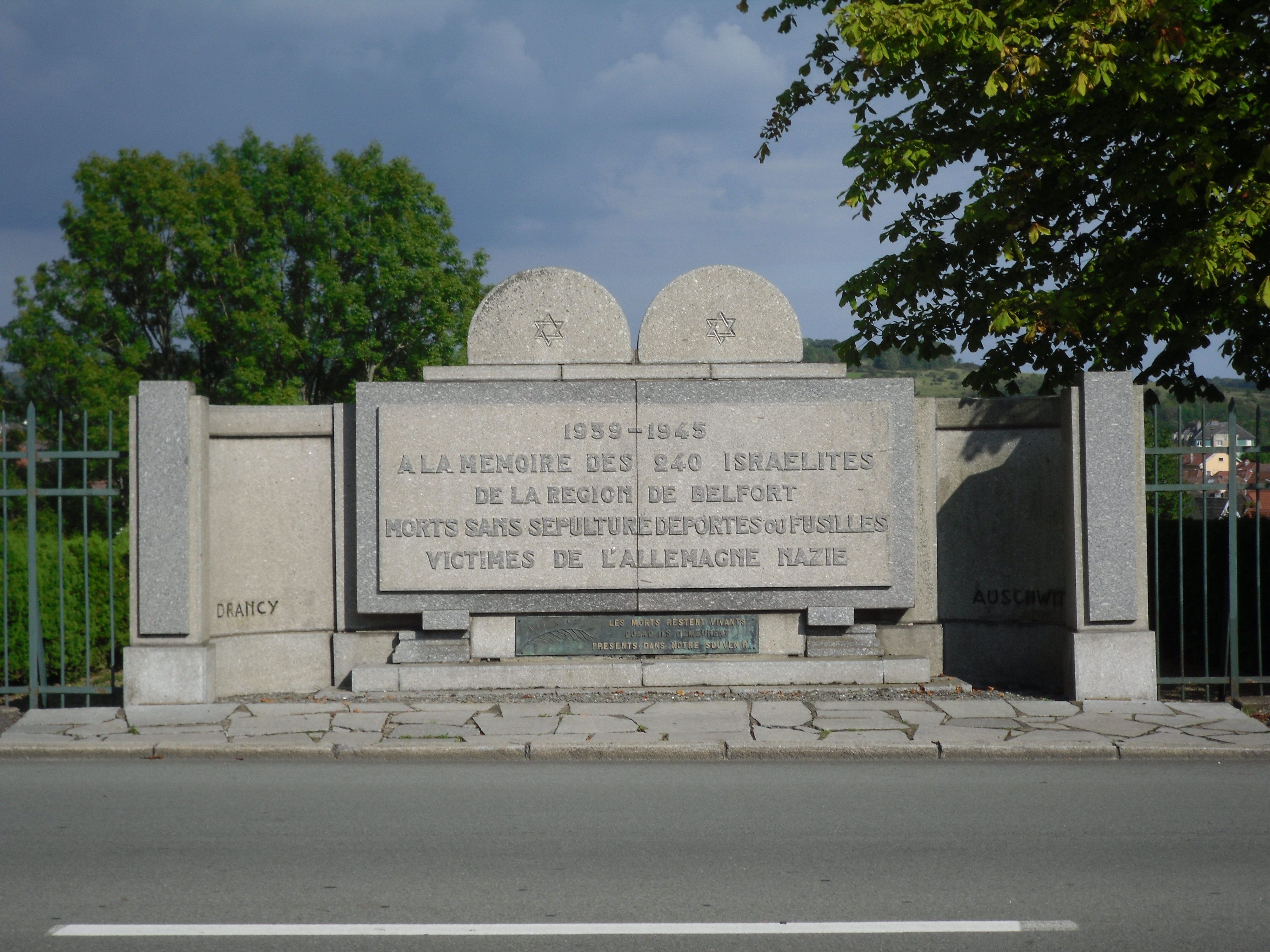
Monument aux morts du cimetière juif de Belfort.
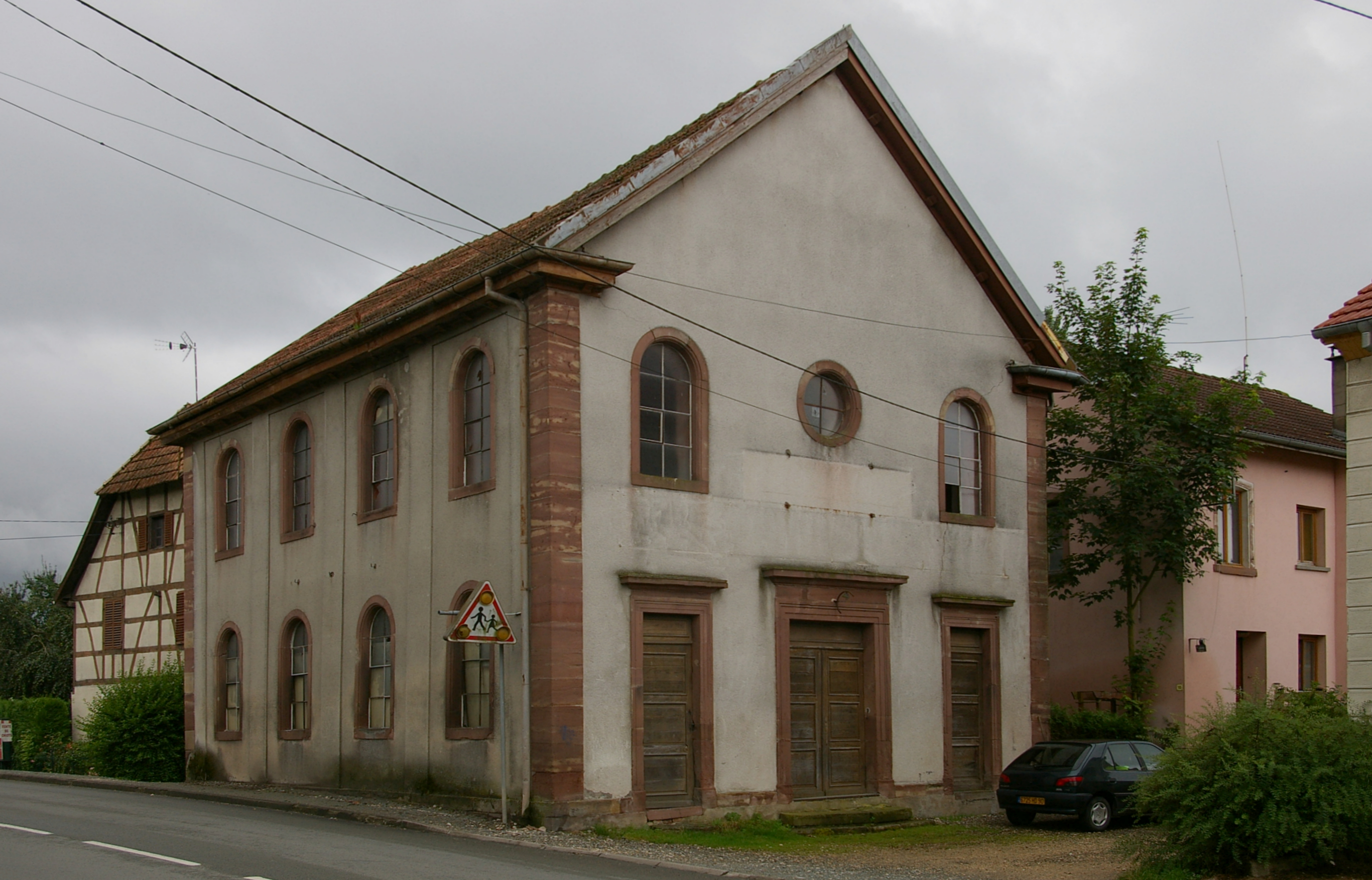
Synagogue de la ville voisine de Foussemagne, les juifs de Foussemagne et ceux de Belfort ont participé à la rénovation et à l'installation d'un musée juif[8].